# Jacques Audiard
Jacques Audiard (París, 30 de abril de 1952) es un director de cine francés. Ha recibido dos veces el César a la mejor película y el BAFTA a la mejor película en habla no inglesa, en 2005 por De latir mi corazón se ha parado y en 2010 por Un profeta sobre los enfrentamientos en la cárcel entre la mafia corsa y la árabe. También logró el Gran Premio en el Festival de Cannes. 

## Biografía
Jacques Audiard nació en París el 30 de abril de 1952. Hijo del guionista y director Michel Audiard, comienzos de los años 1980 comenzó a escribir guiones que se rodaron, como Réveillon chez Bob! o Mortelle randonnée, Baxter, Fréquence Meurtre y Saxo.
En 1994 dirigió Mira a los hombres caer, un road movie con Mathieu Kassovitz y Jean-Louis Trintignant. La película ganó el premio César a la ópera prima y el premio Georges-Sadoul. Dos años después trabajó con Mathieu Kassovitz y Jean-Louis Trintignant en su segunda película, Un héroe muy discreto, cuyo guion se basó en la novela homónima de Jean-François Deniau.
En 2001 dirige Lee mis labios, cuyo tono hizo que muchos críticos le encontraran reminiscencias con Jean-Pierre Melville.
Su cuarta película, De latir, mi corazón se ha parado, logró diez candidaturas a los premios César ganando ocho, entre ellos a la mejor película, al mejor director, mejor guion, mejor música y mejor cinematografía.
Audiard también ha realizado algunos vídeos musicales, entre ellos Comme elle vient del grupo Noir Désir.

## Activismo por la igualdad
En septiembre de 2018 en la rueda de prensa de presentación de su última película The Sisters Brothers en la Mostra de Venecia donde 20 de las 21 películas seleccionadas a concurso estaban dirigidas por hombres, el cineasta denunció la falta de representación femenina en los festivales de cine, diciendo: «Hace cosa de veinticinco años que mis películas están en los festivales. He visto el este, el oeste, el sur, el norte... no he visto a mujeres al frente de los festivales. Creo que hay un problema. A menudo he visto las mismas cabezas, las mismas caras, los mismos hombres en puestos diferentes». También denunció la opacidad de quienes seleccionan las películas de los festivales.

## Polémica
En 2024 se vio envuelto en una polémica al expresar palabras xenófobas en una entrevista donde decía que el español es “una lengua de países emergentes, una lengua de países modestos, de pobres, de migrantes”

## Filmografía
- 1994: Mira a los hombres caer (Regarde les hommes tomber)
- 1996: Un héroe muy discreto (Un héros très discret)
- 2001: Lee mis labios (Sur mes lèvres)
- 2005: De latir, mi corazón se ha parado (De battre mon coeur s'est arrêté)
- 2009: Un profeta (Un prophète)[5]
- 2012: De óxido y hueso (De rouille et d'os)
- 2015: Dheepan
- 2018: The Sisters Brothers
- 2021: París, Distrito 13 (Les Olympiades)
- 2024: Emilia Pérez

## Premios y distinciones
Premios Óscar
| Año  | Categoría                                       | Película     | Resultado |
| ---- | ----------------------------------------------- | ------------ | --------- |
| 2010 | Mejor película extranjera (de habla no inglesa) | Un profeta   | Nominado  |
| 2025 | Mejor película                                  | Emilia Pérez | Nominado  |
| 2025 | Mejor director                                  | Emilia Pérez | Nominado  |
| 2025 | Mejor guion adaptado                            | Emilia Pérez | Nominado  |
| 2025 | Mejor canción original                          | Emilia Pérez | Ganador   |
| 2025 | Mejor película internacional                    | Emilia Pérez | Nominado  |

Festival Internacional de Cine de Cannes
| Año  | Categoría              | Película              | Resultado |
| ---- | ---------------------- | --------------------- | --------- |
| 1996 | Mejor Guion            | Un héroe muy discreto | Ganador   |
| 2009 | Gran Premio del Jurado | Un profeta            | Ganador   |
| 2015 | Palma de Oro           | Dheepan               | Ganador   |

- Premio BAFTA por Un profeta.
- César al mejor director por De latir mi corazón se ha parado.
- César al mejor director por Un profeta.
- Premio BAFTAa la mejor película de habla no inglesa por De latir mi corazón se ha parado.